# John Hibbett DeWitt
John Hibbett (Jack) DeWitt junior (* 20. Februar 1906
in Nashville, Tennessee; † 25. Januar 1999 ebenda) war ein US-amerikanischer Elektroingenieur und Amateurfunk-Pionier. Er bewies die Durchlässigkeit der Ionosphäre für Funkwellen, indem er den Mond als Reflektor nutzte. Dieses Prinzip nutzen Erde-Mond-Erde-Funkverbindungen.

## Leben
DeWitt war Sohn des Richters am Berufungsgericht des Staates Tennessee John Hibbett DeWitt. Schon sehr früh begann er sich für Elektrotechnik und speziell die Funktechnik zu interessieren. Mit 16 Jahren gründete er den ersten kommerziellen Radiosender Nashvilles, mit dem er aus dem elterlichen Wohnzimmer sendete.
Er nahm ein Ingenieursstudium an der Vanderbilt University in Nashville auf, verließ diese 1929 aber zunächst ohne Abschluss, um an den Bell Laboratories in Washington, D.C. zu arbeiten. 1932 ging er zurück nach Nashville, um Chefingenieur beim Sender WSM zu werden. Im selben Jahr begann er mit seinem Bruder Ward DeWitt mit selbstgebauten Teleskopen zu experimentieren.
Nach Beginn des Zweiten Weltkriegs kehrte er nach Washington zurück, um für das US-amerikanische Militär an den Bell Laboratories und den Evans Signal Laboratories an Verbesserungen des Radars zu arbeiten. Er hatte den Rang eines Lieutenant Colonel.
Kurz vor Ende des Jahres 1943 wurde er zum Direktor der Evans Laboratories berufen. Hier leitete er ab 1945 das „Project Diana“.
1946, nach seinem Ausscheiden dort, betätigte er sich für ein Jahr als Berater der Clear Channel Broadcasting Service, die versuchten, höhere Sendeleistungen für ihre Sender genehmigt zu bekommen.
Im folgenden Jahr wurde er Präsident von WSM in seiner Heimatstadt Nashville. Dort lernte er den Astronomen Carl Keenan Seyfert kennen, der an der Vanderbilt University lehrte. DeWitt half ihm mit seinem selbstgebauten 30-cm-Spiegelteleskop aus, da die Universität nur ein 15-cm-Linsenteleskop besaß, das zudem in der Mitte der Stadt stand. Er konstruierte für Seyfert auch Photometer für die fotoelektrische Fotometrie. Sein Teleskop steht heute auf dem Dach der Vanderbilt University.
1968 verließ er WSM und ging in den Ruhestand.
Er war Funkamateur mit dem Amateurfunkrufzeichen N4CBC. DeWitt war "Life Fellow" des IEEE für seine Verdienste auf dem Gebiet des Rundfunks und der Vorführung von Radar-Reflexionen vom Mond. Für seine Mitarbeit bei der Entwicklung des Radar-Annäherungszünders bekam er den Orden Legion of Merit.
Er war zwei Mal verheiratet und hatte einen Sohn, eine Tochter und eine Stieftochter. Er starb zu Hause in Nashville.

## Project Diana

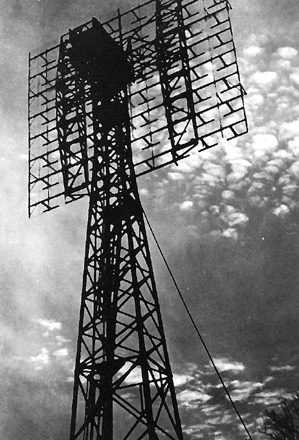
Die Antenne des Project Diana

Während seiner Zeit an dem militärischen Forschungslabor Evans Signals Laboratory in Fort Monmouth, New Jersey, wurde John DeWitt als Leiter beauftragt zu erforschen, ob Funkwellen die Ionosphäre durchdringen können. Dies war militärisch interessant, um Raketen zu orten, die oberhalb dieser fliegen. DeWitt plante den Mond als passiven Reflektor zu verwenden, deswegen nannte er das Projekt nach Diana, der römischen Göttin des Mondes.

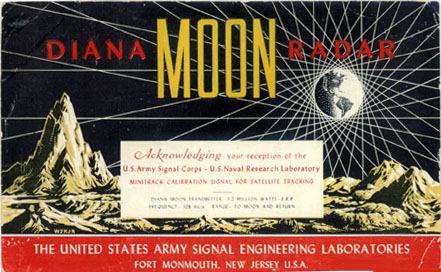
QSL-Karte für Empfangsberichte der Mondechos

Am 10. Januar 1946 um 11:58 Uhr hatte die Forschergruppe Erfolg, sie hörten das leise Echo ihres Signals vom Mond. Hierfür nutzten sie eine Antenne mit 64 zusammengeschalteten Dipolantennen und einen Sender mit einer Ausgangsleistung von etwa 4000 Watt, die benutzte Frequenz war 111,5 MHz.
Durch den Beweis, dass die Ionosphäre für Funkwellen durchdringbar ist, wurde der Grundstein zur Radarastronomie gelegt. Auch war diese Erkenntnis für die beginnende Raumfahrt von Bedeutung, weil sich damit die Kommunikation mit Satelliten und Raumfahrzeugen als möglich erwiesen hatte.